# IEEE P1619
IEEE P1619는 저장된 데이터의 암호화를 위한 전기 전자 기술자 협회(IEEE) 표준 프로젝트이며, 더 일반적으로는 IEEE P1619 저장 워킹 그룹 보안(SISWG)의 표준들을 가리키며, 이것은 저장된 데이터의 보호와 암호화 키 관리의 일치를 위한 표준 시리즈를 포함한다.

## 표준
SISWG는 다음 표준에 대한 작업을 감독한다. 암호화된 공유 스토리지 미디어용 기본 IEEE 1619 표준 아키텍처는 XTS-Advanced Encryption Standard(CTS, 암호문 도용)가 있는 XEX 기반 Tweaked CodeBook 모드(TCB)를 사용한다. 적절한 이름은 XTC(XEX TCB CTS)여야 하지만 그 약어는 마약 엑스터시를 나타내는 데 이미 사용되었다.

## 같이 보기
- 디스크 암호화
- 암호화
- 키 관리